# Staatssekretär für Kirchenfragen
Der Staatssekretär für Kirchenfragen der Deutschen Demokratischen Republik (DDR) war als Leiter des Staatssekretariats für Kirchenfragen zuständig für die Beziehung des Staates zu den Kirchen und Religionsgemeinschaften.

## Vor der Inititiierung des Staatssekretariats für Kirchenfragen
Mit Gründung der DDR entstand im Innenministerium die „Hauptabteilung für Kirchenfragen“. Des Weiteren war beim stellvertretenden Vorsitzenden des Ministeramtes, Otto Nuschke (CDU), die „Hauptabteilung Verbindung zu den Kirchen“ angesiedelt.  Mit dem sich abzeichnenden Ausscheiden von Nuschke († 27. Dezember 1957) wurde am 8. März 1957 das „Amt für Kirchenfragen“ organisiert und formal unter dessen Dienstaufsicht gestellt. von 1957 bis 1960 war die dann als „Dienststelle des Staatssekretärs für Kirchenfragen“ wiederum beim Innenministerium angesiedelt.

## Strukturen und Aufgaben
Nach dem Vorbild der UdSSR und anderer sozialistischer Staaten wurde diese Stelle 1957 eingerichtet. Ziel war es „jeden Versuch der Einmischung kirchlicher Stellen in staatliche Angelegenheiten, insbesondere in Schul- und Erziehungsfragen“ zu unterbinden. Außerdem sollten die Staatssekretäre überprüfen, ob die Gesetze und Verordnungen „noch dem gegenwärtigen Stand der gesellschaftlichen Entwicklung in unserer Republik entsprechen.“ Kirchenvertreter sahen die Einrichtung als „Staatssekretariat gegen kirchliche Angelegenheiten“ an.
Hinter dem Staatssekretär stand eine im Laufe der Zeit wachsende Dienststelle. Im Jahr 1957 bestand diese aus 25 Mitarbeitern. Im Jahr 1979 waren es bereits 40 bis 45 Beschäftigte.
Alle Verhandlungen der Kirchen und Religionsgemeinschaften mit den Spitzen der staatlichen Einrichtungen mussten seither über den Staatssekretär laufen. Direkte Gespräche zwischen einzelnen Ministerien und Kirchen waren nicht gestattet. Allerdings vermittelte der jeweilige Staatssekretär seit den 1970er Jahren sogenannte Sachgespräche zwischen Ministeriums- und Kirchenvertretern. Auch das grundlegende Gespräch zwischen Erich Honecker und der evangelischen Kirchenspitze 1978 wurde von dem Staatssekretär vorbereitet.
Der Staatssekretär war keinem Einzelministerium, sondern dem Ministerrat direkt zugeordnet. Aufgaben waren Verwaltungsfragen wie die Genehmigung der Ausreise von Kirchenvertretern in das Ausland. Außerdem musste er gegenüber den Kirchen und Religionsgemeinschaften die Politik der SED und des Staates vertreten und durchsetzen. Auf der anderen Seite sollte er kirchliche Wünsche an die entsprechenden Staatsstellen weiterleiten.
Letztlich ging es darum, die Kirchen in der Gesellschaft zurückzudrängen und auf den engen kirchlichen Raum zu beschränken. Gleichzeitig sollten in den Kirchen die „Entwicklung und Festigung des Staatsbewusstseins“ gefördert werden.

## Staatssekretäre
Staatssekretäre waren in der Regel SED-Funktionäre. In den ersten Jahrzehnten hatten die Staatssekretäre meist während der Weimarer Republik der KPD angehört, waren im Widerstand oder Verfolgte der Nationalsozialismus. Dabei waren auch Kontakte zum christlichen Widerstand entstanden. Erster Staatssekretär war von 1957 bis 1960 Werner Eggerath, 1960 folgte Hans Seigewasser, der das Amt bis zu seinem Tod 1979 innehatte. Klaus Gysi übernahm das Amt 1979, Kurt Löffler folgte 1988 und nach dem Beginn der Wende (jetzt im Range eines Ministers in der Regierung Modrow) Lothar de Maizière.
Die weitgehend einflusslosen Stellvertreter kamen aus der Christlich-Demokratischen Union Deutschlands. Der erste war Fritz Flint, es folgte Hermann Kalb.
Einen tatsächlichen Einfluss auf die Gesetzgebung und den Erlass von Verordnungen in Kirchenfragen hatte der Staatssekretär kaum. Wichtiger war die Arbeitsgruppe Kirchenfragen beim Zentralkomitee der SED. Allerdings stärkte das persönliche politische Ansehen von Seigewasser und Gysi auch deren Einflussmöglichkeiten in der Kirchenpolitik.

### Übersicht Staatssekretäre
- 1957 bis 1960 Werner Eggerath, SED (* 16. März 1900 in Elberfeld; † 16. Juni 1977 in Berlin)
- 1960 bis 1979 Hans Seigewasser, SED (* 12. August 1905 in Berlin-Schöneweide; † 18. Oktober 1979 in Rom)
- 1979 bis 1988 Klaus Gysi, SED (* 3. März 1912 in Berlin - Neukölln; † 6. März 1999 in Berlin)
- 1988 bis 1989 Kurt Löffler, SED (* 24. August 1932 in Leipzig)
- 1989 bis 1990 Lothar de Maizière, CDU (* 2. März 1940 in Nordhausen)

## Entwicklung der Kirchenpolitik
Im Zusammenhang mit der Einsetzung eines Staatssekretärs wurde 1957 die Kirchenpolitik gegenüber den Kirchen verschärft. So wurden die Beziehungen zur EKD abgebrochen. Stattdessen versuchte Eggerath die einzelnen Landeskirchen gegeneinander auszuspielen. Auch sein Nachfolger vermied noch ein Zusammentreffen mit Vertretern der EKD und übte scharfe Kritik an den Landeskirchen, die an der gesamtdeutschen Organisation festhielten. Nachdem der Bund der Evangelischen Kirchen in der DDR 1969 gegründet worden war, kam es von Seiten der Staatssekretäre Seigewasser und Gysi zu Annäherungen an die Kirchen.
Die evangelischen Kirchen hatten die Staatssekretäre als Repräsentanten des Staates anerkannt. Gegenüber diesem drängten sie auf die Einhaltung der von Honecker 1978 zugesicherten Gleichberechtigung und Gleichachtung der Kirchen. Die katholische Kirche war in dieser Hinsicht zurückhaltender. Nur Beauftragte der Bischofskonferenz verhandelten mit dem Staatssekretär. Die katholische Kirche versuchte zudem in zentralen Fragen etwa der Beziehung zur Kirche in der Bundesrepublik Deutschland, der kirchlichen Jurisdiktion oder den Beziehungen zum Vatikan unter Umgehung des Staatssekretärs mit der Staats- und Parteispitze zu verhandeln.